# Arn Gréta
Arn Gréta (Budapest, 1979. április 13. –) magyar hivatásos teniszezőnő, olimpikon, 2011-ben az év magyar teniszezőnője, magyar bajnok (2019).
1997–2014, majd két éves kihagyás után 2017–2021 között versenyzett a profik között. Karrierje során kétszer nyert egyéniben WTA-tornát, emellett öt egyéni és négy páros ITF-tornagyőzelmet mondhat magáénak. Első WTA-tornagyőzelmét 2007. május 6–án szerezte meg az Estoril Openen Portugáliában, a másodikat 2011. január 8-án az ASB Classicon az új-zélandi Aucklandben. Pályafutása legjobb világranglista-helyezése egyéniben a negyvenedik volt, ezt 2011 májusában érte el, prosban a 175. helyig jutott 2000. december 4-én.
2019-ben országos fedettpályás magyar bajnokságot nyert.
2021 márciusában jelentette be, hogy másodszor is, ezúttal végleg befejezi aktív profi teniszpályafutását. Visszavonulása után Svájcban belsőépítészettel foglalkozik.

## Pályafutása
Budapesten kezdett el teniszezni, ahol szülei is éltek. Német származású édesapja révén felvehette a német állampolgárságot is, s amikor a munka Németországba szólította a szülőket, ő is egy német csapathoz került, és német színekben vett részt a versenyeken. Németországban U16-os bajnok lett. 2007 őszén azonban meghívást kapott a magyar teniszválogatottba, amelynek eleget is tett, így 2008. január 1-től magyar színekben versenyzett. A teniszezőnő az alábbiakat nyilatkozta ekkor: "Jó pár éve megfordult a fejemben, hogy a magyar csapatban játsszak, hiszen 3-4 éve, ha időm engedi, a magyar csapatbajnokságban is elindulok. Úgy érzem, több bennem a magyar, mint a német, ezért annak ellenére, hogy ranglistám alapján a német csapatba is be tudnék talán kerülni, én a magyart választottam és mivel minden adott a szereplésemhez, így boldogan képviselem majd Magyarországot a Fed-kupában." A Szávay Ágnessel is felálló csapatban végül az ötödik helyet szerezték meg csoportjukban.
Első tornagyőzelmét 2007 májusában – tehát még német színekben versenyezve – a portugáliai Estorilban, egy Tier IV-es kategóriájú versenyen szerezte meg, ahol a selejtezőből verekedte fel magát a főtáblára. A verseny előtt a világranglista 176. helyén állt, ezzel ő volt 2007 legalacsonyabb világranglista-helyezésű WTA-tornagyőztese. A döntőbe vezető úton többek között a későbbi világelső dán Caroline Wozniackit győzte le, aki akkoriban még a ranglista 120. helyét foglalta el.  A döntőben az óriási tehetségnek tartott, a ranglista 68. helyén álló fehérorosz Viktorija Azaranka ellen diadalmaskodott három játszmában. A döntő szettben két mérkőzéslabdát is hárított, és végül a rövidítésben nyert.
Második WTA-tornagyőzelmét az Aucklandben rendezett kemény pályás International versenyen szerezte meg 2011. január 8-án. A döntőben az akkor a világranglista 23. helyén álló címvédő belga Yanina Wickmayert múlta felül 6–3, 6–3 arányban. Győzelemhez vezető útja során többek között a korábbi világelső orosz Marija Sarapovát is le tudta győzni 6–2, 7–5-re.
Magyarország képviseletében vett részt a 2008-as pekingi olimpia női páros teniszversenyén, ahol Szávay Ágnessel párban indult.
Utolsó jelentős versenye a 2013-as wimbledoni teniszbajnokság volt, ahol a selejtező 1. körében búcsúzott. 2014 januárjában jelentette be visszavonulását az élversenyektől.
2017-ben  ismét ütőt ragadott és újrakezdte karrierjét. Szeptemberben Balatonbogláron döntőt játszhatott, melyet a szlovén Polona Hercog ellen 1-6, 2-6-ra még elvesztett. Októberben a kanadai Saguenayben megrendezett ITF-versenyt azonban már sikerült megnyernie, a döntőben a holland Bibiane Schoofst 6-1, 6-2 arányban felülmúlva.

## WTA-döntői

### Győzelmek (2)
| Összesítés           |                        |
| Grand Slam-torna (0) |                        |
| Tier I (0)           | Premier Mandatory* (0) |
| Tier II (0)          | Premier Five* (0)      |
| Tier III (0)         | Premier* (0)           |
| Tier IV (1)          | International* (1)     |
| Tier V (0)           | International* (1)     |

*: 2009-től megváltoztak a tornák típusai.
 Az egymás mellett azonos színnel jelölt tornatípusok között nincs teljes mértékű megfelelés.
|    | Dátum           | Torna                 | Borítás | Ellenfél a döntőben | Döntő eredménye  |
| 1. | 2007. május 6.  | Estoril Open, Estoril | Salak   | Viktorija Azaranka  | 2–6, 6–1, 7–6(3) |
| 2. | 2011. január 8. | ASB Classic, Auckland | Kemény  | Yanina Wickmayer    | 6–3, 6–3         |

## ITF-döntői

### Egyéni: 9 (5–4)
| $100,000 torna |
| $75,000 torna  |
| $50,000 torna  |
| $25,000 torna  |
| $10,000 torna  |

| Eredmény | No. | Dátum                | Torna             | Borítás         | Ellenfél             | Eredmény                 |
| -------- | --- | -------------------- | ----------------- | --------------- | -------------------- | ------------------------ |
| Győztes  | 1.  | 1997. november 2.    | Stockholm         | Szőnyeg (f)     | Athina Briegel       | 6–2, 6–3                 |
| Győztes  | 2.  | 1999. október 3.     | Glasgow           | Szőnyeg (f)     | Manisa Malhótra      | az ellenfél visszalépett |
| Győztes  | 3.  | 2004. augusztus 1.   | Bad Saulgau       | Salak           | Tanja Ostertag       | 6–4, 6–2                 |
| Döntős   | 1.  | 2005. szeptember 21. | Glasgow           | Kemény (f)      | Kristina Barrois     | 3–6, 6–3, 4–6            |
| Döntős   | 2.  | 2005. november 15    | Nuriootpa         | Kemény (f)      | Anastasia Rodionova  | 3–6, 1–6                 |
| Győztes  | 4.  | 2006. január 22.     | Fort Walton Beach | Kemény          | Valentina Sassi      | 7–5, 6–2                 |
| Döntős   | 3.  | 2007. április 3.     | Pelham            | Salak           | Gallovits-Hall Edina | 3–6, 5–7                 |
| Döntős   | 4.  | 2017. szeptember 10. | Balatonboglár     | Salak           | Polona Hercog        | 1–6, 2–6                 |
| Győztes  | 5.  | 2017. október 29.    | Saguenay          | Kemény (fedett) | Bibiane Schoofs      | 6–1, 6–2                 |

### Páros: 13 (4–9)
| Díjazás        |
| -------------- |
| $100,000 torna |
| $75,000 torna  |
| $50,000 torna  |
| $25,000 torna  |
| $10,000 torna  |

| Eredmény | No. | Dátum                | Torna                       | Borítás     | Partner             | Ellenfelek                               | Eredmény         |
| -------- | --- | -------------------- | --------------------------- | ----------- | ------------------- | ---------------------------------------- | ---------------- |
| Győztes  | 1.  | 1998. szeptember 14. | Biograd, Horvátország       | Salak       | Lana Miholcek       | Diane Asensio Mervana Jugić-Salkić       | 6–3, 6–2         |
| Döntős   | 1.  | 1998. november 16.   | Biel, Svájc                 | Kemény (f)  | Miskolczi Katalin   | Dája Bedáňová Lydia Steinbach            | 2–6, 1–6         |
| Döntős   | 2.  | 1999. április 5.     | Makarska, Horvátország      | Salak       | Mandula Petra       | Gabriela Chmelinová Olga Vymetálková     | 6–0, 3–6, 6–7(3) |
| Döntős   | 3.  | 1999. augusztus 23.  | Hechingen, Németország      | Salak       | Molnár Eszter       | Jennifer Tinnacher Maria Wolfbrandt      | 4–6, 3–6         |
| Döntős   | 4.  | 1999. október 3.     | Glasgow, Egyesült Királyság | Szőnyeg (f) | Manisha Malhotra    | Lizzie Jelfs Karen Nugent                | játék nélkül     |
| Győztes  | 2.  | 2000. március 6.     | Hajkou, Kína                | Kemény      | Julie Pullin        | Chae Kyung-yee Ryoko Takemura            | 7–5, 6–4         |
| Döntős   | 5.  | 2001. július 3.      | Vaihingen, Németország      | Salak       | Amanda Grahame      | Dája Bedáňová Eva Martincová             | 6–0, 3–6, 3–6    |
| Döntős   | 6.  | 2004. október 3.     | Nantes, Franciaország       | Kemény (f)  | Kuti Kis Rita       | Iryna Brémond Taccjana Uvarova           | 4–6, 6–4, 6–7(5) |
| Döntős   | 7.  | 2005. április 3.     | Róma, Olaszország           | Salak       | Janette Bejlková    | Adriana González Peñas Romina Oprandi    | 3–6, 3–6         |
| Győztes  | 3.  | 2005. november 13.   | Port Pirie, Ausztrália      | Kemény      | Sunitha Rao         | Monique Adamczak Christina Horiatopoulos | 6–4, 3–6, 6–2    |
| Győztes  | 4.  | 2005. november 19.   | Nuriootpa, Ausztrália       | Kemény      | Anastasia Rodionova | Casey Dellacqua Trudi Musgrave           | 6–4, 1–6, 7–5    |
| Döntős   | 8.  | 2005. november 27.   | Mount Gambier, Ausztrália   | Kemény      | Anastasia Rodionova | Ryoko Fuda Sunitha Rao                   | 1–6, feladták    |
| Döntős   | 9.  | 2005. december 10.   | Přerov, Csehország          | Szőnyeg (f) | Margit Rüütel       | Lucie Hradecká Gabriela Chmelinová       | 6–3, 4–6, 4–6    |

## Év végi világranglista-helyezései
| Év     | 1995 | 1996 | 1997  | 1998 | 1999  | 2000 | 2001 | 2002 | 2003 | 2004 | 2005 | 2006 | 2007 | 2008 | 2009 | 2010 | 2011 | 2012  | 2013 | 2014–2016 | 2017 | 2018 | 2019  | 2020  |
| Egyéni | 701. | 494. | 460.  | 428. | 322.  | 147. | 118. | 91.  | 299. | 351. | 476. | 186. | 118. | 160. | 231. | 88.  | 64.  | 115.  | 398. | –         | 304. | 504. | 390.  | 434.  |
| Páros  | –    | –    | 1327. | 846. | 1068. | 248. | 295. | 682. | 813. | 471. | –    | 207. | 985. | –    | –    | –    | 1131 | 1123. | –    | –         | –    | –    | 1172. | 1231. |